# Mount Morgan, Antarktis
Mount Morgan är ett berg i Antarktis. Det ligger i Västantarktis. Inget land gör anspråk på området. Toppen på Mount Morgan är 999 meter över havet.
Terrängen runt Mount Morgan är platt åt nordost, men åt sydväst är den kuperad. Trakten är obefolkad. Det finns inga samhällen i närheten.